# Josep Manresa Clar
Josep Manresa Clar (Llucmajor, Mallorca, 1938 - Llucmajor, 13 d'abril de 2002) fou un pintor postimpressionista mallorquí.
Manresa estudià pintura a Llucmajor, Palma, Barcelona i Brussel·les. El 1966 feu la primera exposició individual a Palma. Posteriorment exposà a diferents indrets de les Illes Balears, de la Península i a Nova York. La seva obra s'inscriu en el corrent postimpressionista local.